# Глина підстелення
Гли́на підсте́лення (рос. глина подстилающая, англ. underclay, нім. Liegendton m) — пласт глини, який залягає під пластом вугілля. За походженням це ґрунт, на якому колись росли рослини, що стали матеріалом для утворення вугілля.